# Dunedin
Dunedin, in māori Ōtepoti, è una città e un'autorità territoriale della Nuova Zelanda situata nella regione dell'Otago, nell'Isola del Sud. Si tratta della seconda città per estensione dell'Isola del Sud, e dell'ottava per popolazione a livello nazionale. Per ragioni sia storiche che culturali, Dunedin è considerata una delle quattro città più importanti del paese.
Dunedin si trova in fondo allo stretto Golfo di Otago, che insieme alle colline sovrastanti fa parte di un antico vulcano inattivo. A Dunedin si trovano il baccellierato internazionale, il planetario, la sinagoga, la stupa, il punto Wendy's, la voliera, i giardini botanici e la torre campanaria più meridionali al mondo.

## Storia
Recenti rilevazioni archeologiche sembrano far risalire l'origine dei primi insediamenti Maori nella regione alla fine dell'XI secolo. Successivamente vennero fondati e abbandonati numerosi villaggi, soprattutto nel XVII secolo. Uno di questi antichi insediamenti venne costruito nel 1785 proprio in quello che oggi è il centro di Dunedin, ma venne abbandonato nel 1826.
James Cook costeggiò la penisola di Otago fra il 25 febbraio e il 5 marzo 1770, annotando la presenza di pinguini e foche. Questo fece sì che i balenieri visitassero la zona a partire dal XIX secolo, con la nascita di alcuni contrasti con le popolazioni maori autoctone. Il primo europeo ad insediarsi nella zona di Dunedin fu un certo William Tucker nel 1815, anche se il primo villaggio permanente nacque solo nel 1831 in seguito alla costruzione di una stazione baleniera. Nel corso del decennio Dunedin divenne un porto molto attivo nella caccia alla balena, mentre varie epidemie ridussero notevolmente la popolazione maori.
La città di Dunedin venne fondata nel 1848 da un gruppo di emigranti scozzesi; il nome della città deriva da Dùn Èideann, il nome di Edimburgo in gaelico, a cui cercarono di richiamarsi anche nella progettazione del nuovo centro abitato. Nel 1852 Dunedin divenne la capitale della provincia di Otago, mentre nel 1861 la scoperta dell'oro a sudovest della città richiamò un gran numero di persone, facendo di Dunedin la città neozelandese col più alto tasso di sviluppo demografico fino al 1865. I nuovi arrivati provenivano da Irlanda, Italia, Francia, Germania e Cina, e fra di loro vi erano anche persone di religione ebraica.
Nel 1869 venne fondata l'Università di Otago, la più antica della Nuova Zelanda. A partire dal XX secolo Dunedin non fu più la più grande città neozelandese, rimpiazzata dal notevolissimo sviluppo che si stava avendo nell'Isola del Nord, ma restò comunque un importantissimo centro, soprattutto culturale. Oggi Dunedin basa la sua economia sull'università e sulle attività di ricerca ad essa collegate, oltre che a tutti i servizi che ruotano intorno ad un centro con una grande popolazione di giovani.

## Monumenti e luoghi d'interesse

### Architetture religiose
- Cattedrale di San Giuseppe

### Architetture civili
- Municipio di Dunedin
- Stazione ferroviaria
- Consultancy House

## Amministrazione

### Gemellaggi
| - Edimburgo - Otaru - Shanghai - Portsmouth |